# Channagiri
Channagiri is een panchayatdorp in het district Davanagere van de Indiase staat Karnataka. 

## Demografie
Volgens de Indiase volkstelling van 2001 wonen er 18.517 mensen in Channagiri, waarvan 52% mannelijk en 48% vrouwelijk is. De plaats heeft een alfabetiseringsgraad van 71%.